# Зарин, Сергей Михайлович
Сергей Михайлович Зарин (1875—1935) — русский советский богослов, библеист; один из лидеров и идеологов обновленчества.

## Биография
Родился в селе Дёмшино Тамбовской губернии 3 октября 1875 года.
Окончил Тамбовскую духовную семинарию (1895), Санкт-Петербургскую духовную академию со степенью кандидата богословия (1899). В 1899—1900 гг. — профессорский стипендиат Санкт-Петербургской духовной академии. Магистр богословия (1907; тема диссертации: «Аскетизм по православно-христианскому учению. Том первый. Этико-богословское исследование. Книги I и II»). Доктор богословия (1925, степень присуждена во время пребывания в обновленчестве).
В 1900—1909 годах — преподаватель русского и церковнославянского языков Александро-Невского духовного училища; в 1907—1910 годах — смотритель Александро-Невского духовного училища.
В 1909—1910 годах — доцент Санкт-Петербургской духовной академии; в 1910—1918 годах — экстраординарный профессор по кафедре Священного Писания Нового Завета и инспектор Санкт-Петербургской духовной академии.
Основным богословским трудом профессора Зарина является его магистерская диссертация «Аскетизм по православно-христианскому учению», дважды переизданная (в 1996 году в Москве и в 2006 году в Киеве) и являющаяся одной из наиболее значимых работ на эту тему в XX веке. В 1911 году опубликовал труд с критикой получившей популярность в то время мифологической теории происхождения христианства, выдвинутой немецким учёным Древсом. Начиная с 1905 года участвовал в составлении Православной богословской энциклопедии.
В 1922 году присоединился к обновленческому движению, стал одним из его видных деятелей, участвовал в обновленческих соборах 1923 и 1925 годов.
С 1924 года — член Учебного комитета и профессор и проректор обновленческой Московской богословской академии. Был членом президиума, секретарём и заведующим юридическим отделом обновленческого Священного Синода, редактором «Вестника Священного Синода Православной Российской Церкви» (прекращён изданием в 1931 году).
29 апреля 1935 года участвовал в последнем заседании обновленческого Синода, на котором было объявлено о его самоликвидации.
Скончался 20 сентября 1935 года. Похоронен на Ваганьковском кладбище (2-й уч.).

## Сочинения
- Аскетизм по православно-христианскому учению. — СПб., 1907. (переиздания: М., 1996; Киев, 2006). 
  - Том 1. Книга 1.
  - Том 1. Книга 2.
- Дополнения и разъяснения к сочинению «Аскетизм по православно-христианскому учению». — СПб., 1909.
- Книги апокрифические Нового Завета Архивная копия от 24 декабря 2021 на Wayback Machine // Православная богословская энциклопедия (ПБЭ). — 1910. — Т. 11. — С. 433—466
- Мифологическая теория Древса и её разбор. — СПб., 1911.
- Недавно открытый апокрифический памятник: «Песни Соломона». — СПб., 1912.
- К вопросу о распространении Священного Писания в русском народе. — СПб., 1912.
- Христианин в его отношении к собственности. — СПб., 1913.
- Новейшее критическое издание текста Нового Завета. — СПб., 1913.
- Современные открытия в области папирусов и надписей в их отношении к Новому Завету. — Петроград, 1914.
- Заповеди блаженства. — Петроград, 1915;
- Лекции по Священному Писанию Нового Завета. — Петроград, 1916.